# Citotoxicidade
A citotoxicidade é a propriedade nociva de uma substância em relação às células. Exemplos de agentes tóxicos são uma célula imune ou alguns tipos de veneno, por ex. da víbora (Bitis arietans) ou da aranha-violinista (Loxosceles reclusa).
Células citotóxicas são células que têm a capacidade de destruir outras células através da libertação de certas substâncias nocivas. No corpo humano têm-se como exemplo deste tipo de células os linfócitos T citotóxicos (CD8), que destroem as células do hospedeiro infectadas por vírus, bactérias ou outros parasitas intra-celulares (ocorrendo apoptose celular induzida pelo linfócito T citotóxico). O organismo, ao destruir as células infectadas do próprio organismo, evita a propagação da infecção pelas restantes células. A citotoxicidade é parte da vigilância imunológica contra tumores.

## Fisiologia celular
Compostos citotóxicos podem induzir a morte celular por uma variedade de mecanismos. As células podem sofrer necrose, em que perdem a integridade da membrana e morrem rapidamente como resultado da lise celular. As células podem parar de crescer e se dividir ativamente (uma diminuição na viabilidade celular), ou as células podem ativar um programa genético de morte celular controlada (apoptose).
A necrose é definida como um modo descontrolado de morte celular, que se caracteriza morfologicamente pelo inchaço das células, ruptura da membrana plasmática e liberação do conteúdo intracelular, o que resulta em um processo inflamatório. Além disso, a necrose é um processo independente de ATP e é caracterizado pela perda da função mitocondrial.
As células que sofrem necrose rápida in vitro não têm tempo ou energia suficiente para ativar a maquinaria apoptótica e não expressarão marcadores apoptóticos. A apoptose é caracterizada por eventos citológicos e moleculares bem definidos, incluindo uma mudança no índice de refração da célula, redução citoplasmática, condensação nuclear e clivagem de DNA em fragmentos de tamanho regular. As células em cultura que estão em apoptose acabam por sofrer necrose secundária.

## Medição
Os ensaios de citotoxicidade são amplamente utilizados pela indústria farmacêutica para investigar a toxicidade dos compostos em culturas celulares. Avaliar a integridade da membrana celular é uma das formas mais comuns de medir a viabilidade celular e os efeitos citotóxicos. Como os agentes citotóxicos muitas vezes comprometem a integridade da membrana plasmática, corantes  que normalmente não alcançariam o espaço intracelular são capazes de cruzar livremente a membrana e corar os componentes intracelulares.
Alternativamente, a integridade da membrana pode ser avaliada monitorando a passagem de substâncias que são normalmente sequestradas dentro das células para o exterior. A enzima lactato desidrogenase (LDH) é utilizada como um marcador para a avaliação da citotoxicidade em um método conhecido como ensaio de liberação de LDH. A medição da atividade da enzima LDH é realizada com base na quantificação da liberação da enzima citoplasmática como consequência da lise da membrana plasmática. Apesar de sua importância histórica, o ensaio de LDH foi substituído como marcador por outras proteínas que aparecem com maior rapidez no plasma.
A citotoxicidade pode ser monitorada usando brometo de 3-(4,5-dimetil-2-tiazolil)-2,5-difenil-2H-tetrazólio (MTT) e 2,3-bis-(2-metoxi-4-nitro-5-sulfofenil)-2H-tetrazólio-5-carboxanilida (XTT). O teste do MTT é um teste colorimétrico baseado na redução do sal tetrazolato em formazana pela enzima succinato desidrogenase, presente nas mitocôndrias, as quais adquirem uma coloração violácea. Um ensaio similar baseado em oxirredução também foi desenvolvido usando um corante fluorescente, resazurina. Além do uso de corantes, existem ensaios que usam o conteúdo do ATP como um marcador, incluindo ensaios bioluminescentes nos quais o ATP é o reagente limitante para a reação da luciferase.
A citotoxicidade também pode ser medida pelo ensaio sulforodamina B (SRB), pelo ensaio WST e pelo ensaio clonogênico. Os ensaios adequados podem ser combinados e realizados sequencialmente nas mesmas células, a fim de reduzir os resultados falsos positivos ou negativos específicos do ensaio.
Há outra abordagem para a avaliação da viabilidade celular e monitoramento da resposta citotóxica em células animais vivas, que é baseada em medições da impedância elétrica de células cultivadas em placas contendo eletrodos. Essa tecnologia é conhecida como sistema ECIS, do inglês Electric cell-substrate impedance sensing.

## No câncer
O tratamento com fármacos citotóxicos é modalidade de cura primária para alguns tipos de câncer, incluindo leucemias, linfomas, coriocarcinomas e câncer de testículo. A estratégia dos fármacos citotóxicos para o combate do câncer é a indução de morte celular. Todavia, esses compostos são pouco seletivos, agindo tanto em células normais quanto em células tumorais, com uma pequena margem de segurança. Isso faz com que tenham efeitos colaterais significativos.

## Sistema imune
Citotoxicidade mediada por células dependente de anticorpos (ADCC) descreve a capacidade de linfócitoss de provocar a lise de células-alvo através da ação de anticorpos e neutrófilos, macrófagos ou células nulas. A citotoxicidade mediada por linfócitos, por outro lado, não precisa ser mediada por anticorpos; nem a citotoxicidade dependente do complemento (CDC), que é mediada pelo sistema do complemento.
As células citotóxicas do imunossistema humano incluem:
- Linfócitos T Citotóxicos
- Células Natural Killer (Células exterminadoras naturais)
- Células Natural Killer T